# الراية (الحديدة)

تعديل مصدري - تعديل

الراية هي إحدى قرى مديرية الزيدية، التابعة لمحافظة الحديدة اليمنية، بلغ تعداد سكانها 1659 نسمة حسب الإحصاء الذي جرى عام 2004.